# Wé (Nieuw-Caledonië)
Wé is een plaats in de provincie Province des îles Loyauté in Nieuw-Caledonië.
Wé telde in 2004 bij de volkstelling 10.320 inwoners.